# Nessun grado di separazione
Nessun grado di separazione – singel Franceski Michielin, wydany 11 lutego 2016, pochodzący z albumu di20are i wydany nakładem Sony Music. Utwór napisali i skomponowali Cheope, Fabio Gargiulo, Federica Abbate oraz sama wokalistka. Powstała także anglojęzyczna wersja utworu zatytułowana „No Degree of Separation”, która reprezentowała Włochy w 61. Konkursie Piosenki Eurowizji w Sztokholmie.
Singel notowany był na szczycie włoskiej liście sprzedaży.

## Lista utworów
- Digital download[1]

1. „Nessun grado di separazione” – 3:40

## Notowania
Pozycja na liście sprzedaży
| Kraj   | Notowanie (2016) | Najwyższa pozycja |
| ------ | ---------------- | ----------------- |
| Włochy | FIMI             | 1                 |